# Idiocerus shivelyanus
Idiocerus shivelyanus är en insektsart som beskrevs av Bliven 1954. Idiocerus shivelyanus ingår i släktet Idiocerus och familjen dvärgstritar. Inga underarter finns listade i Catalogue of Life.